# Clinohelea dryas
Clinohelea dryas är en tvåvingeart som beskrevs av Debenham 1974. Clinohelea dryas ingår i släktet Clinohelea och familjen svidknott. Inga underarter finns listade i Catalogue of Life.